# Sibawayh
Abū Bishr ʻAmr ibn ʻUthmān ibn Qanbar Al-Bishrī (أبو بشر عمرو بن عثمان بن قنب), beter bekend als Sībawayh (Sibuyeh in het Perzisch, سيبويه Sībawayh in het Arabisch, سیبویه), was een belangrijk taalkundige van het Arabisch. Hij werd circa 760 geboren in de stad Bayza, die tegenwoordig in Iran ligt, maar bracht zijn jeugd in Irak door. Hij overleed in Shiraz rond het jaar 796.

## Werk
Sībawayhs grammatica van het Arabisch, de Kitāb ('het boek'), was in de eerste plaats bedoeld voor niet-Arabieren die Arabisch wilden lezen, vooral om de Koran te kunnen bestuderen. Sībawayh  had zelf het Arabisch ook niet als moedertaal. Zijn beschrijving was zodanig uitgebreid - hij behandelt ongeveer 10.000 zinnen in detail, haalt uitgebreide citaten uit de Koran en de klassieke Arabische dichtkunst aan en gaat bovendien ook in op belangrijke dialectverschillen - lijkt de Kitāb echter niet zo geschikt als leermiddel. Wel geldt hij als een van de grote intellectuele prestaties van de Arabische wereld; zijn grammatica heeft latere taalkundige ontwikkelingen (ook in de Westerse wereld) sterk beïnvloed.